# Homaloptera ocellata
Homaloptera ocellata is een straalvinnige vissensoort uit de familie van steenkruipers (Balitoridae). De wetenschappelijke naam van de soort is voor het eerst geldig gepubliceerd in 1833 door Jan van der Hoeven.